# Stazione di Biasca
La stazione di Biasca è una stazione ferroviaria posta lungo la linea del Gottardo. Serve il centro abitato di Biasca.
In passato era anche capolinea della ferrovia a scartamento ridotto Biasca-Acquarossa, chiusa nel 1973.

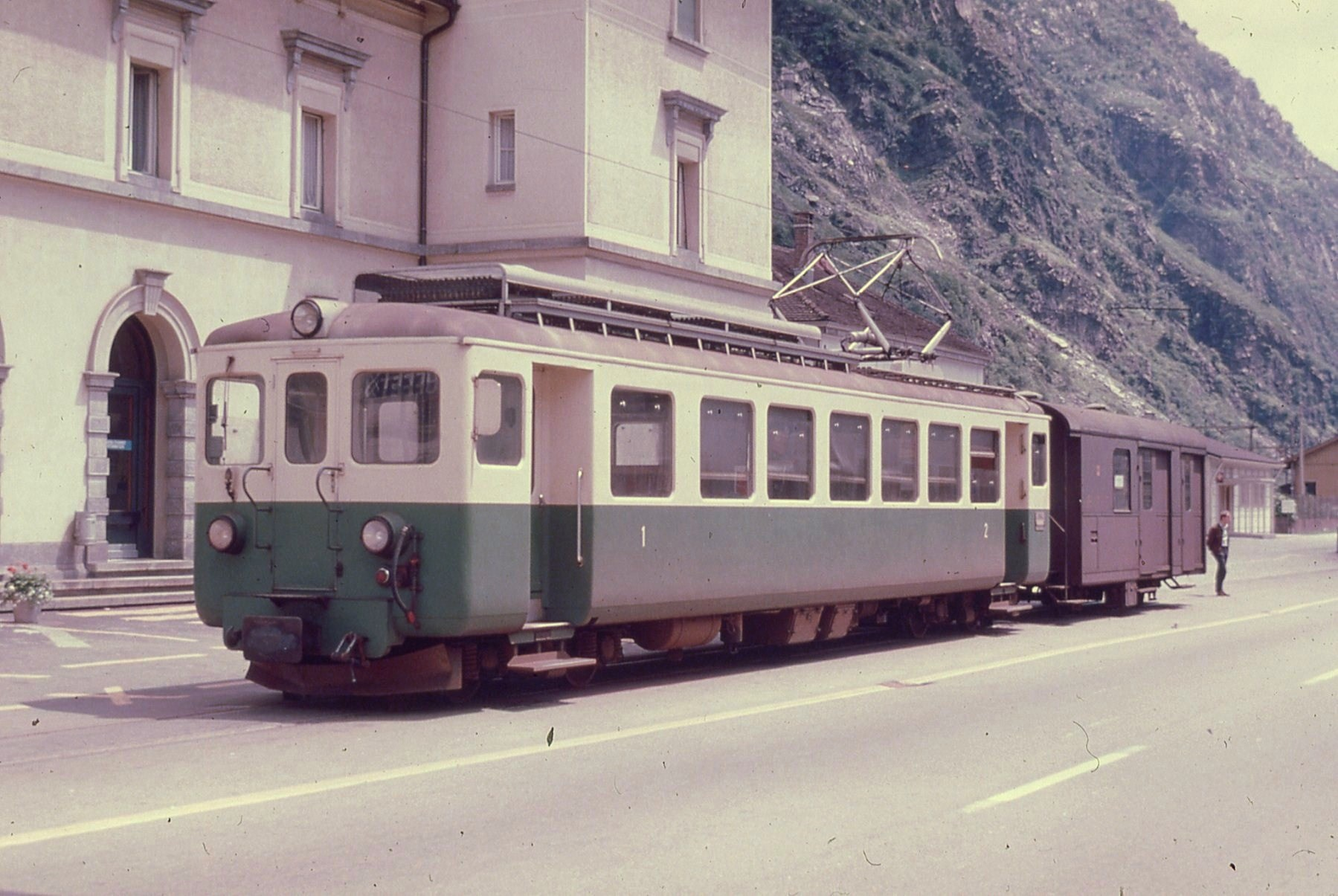
La stazione di Biasca con l' per Acquarossa il 29 settembre 1973.